# Wenemar Overdyk
Wenemar Overdyk (* in Essen; † 5. Juni 1460 in Lübeck) war ein deutscher Kaufmann und Ratsherr der Hansestadt Lübeck.

## Leben
Als Kaufmann im Handel mit Flandern stand Wenemar Overdyk 1443 als Ältermann an der Spitze des Hansekontors in Brügge. 1452 wurde er in Lübeck in den Rat gewählt. Overdyk bewohnte in Lübeck zunächst das Haus Fischstraße 9, ab 1455 die Mengstraße 10 neben der Wehde. Er war mit Kunigunde, einer bereits verwitweten Tochter des Lübecker Ratsherrn Hinrich Honerjeger verheiratet. Beide Eheleute Overdyk wurden bei den Dominikanern im Burgkloster bestattet, wo die gemeinsame Wappengrabplatte dokumentiert, jedoch nicht mehr nachweisbar ist.